# Adiós, adiós
Adiós, adiós es el undécimo álbum de estudio de la banda de hard rock española Los Suaves publicado el 26 de enero de 2010.

## Lista de canciones
1. Adiós, Adiós (5:26)
2. Cuando los Sueños Se Van (5:18)
3. Esa Noche Te Perdí (3:33)
4. Frío Como una Llave (5:09)
5. Corre Conejo Corre (3:16)
6. Se Alza el Trueno (5:39)
7. El Último Pecado (7:01)
8. 27.000 Días (6:21)
9. Han Matado al Rock 'n' Roll  (4:08)
10. Miau Miau (8:17)

## Personal
- Yosi Domínguez: Voz
- Alberto Cereijo: Guitarra
- Charly Domínguez: Bajo
- Tino Mojón: Batería
- Fernando Calvo: Guitarra